# Nobu Hotel Warsaw
Nobu Hotel Warsaw (do 2019 hotel Rialto) – pięciogwiazdkowy hotel znajdujący się w śródmieściu Warszawy przy ul. Wilczej 73 róg ul. Emilii Plater.

## Historia i architektura
Hotel powstał w 2003 roku w ocalałej po zniszczeniach wojennych kamienicy Mierzejewskiego, która została poddana kompletnej restauracji i adaptacji do nowego przeznaczenia. Z przedwojennej kamienicy pozostawiono jedynie ściany zewnętrzne i wewnętrzne, ściany konstrukcyjne oraz klatkę schodową. Wzmocniono fundamenty zaś wnętrze, wyposażenie budynku oraz trzy kondygnacje nadbudowy są nową konstrukcją.
Pierwszy w Warszawie hotel typu boutique. Każdy z jego 44 pokoi został indywidualnie zaprojektowany i umeblowany w znacznej mierze autentycznymi antykami z epoki art déco. Znajdują się tam również witraże zaprojektowane i wykonane przez Andrzeja i Jerzego Owsiaków.
W 2020 zakończyła się rozbudowa hotelu o nowe skrzydło wzniesione na wąskiej trójkątnej działce po dawnym parkingu i stacji benzynowej, znajdującej się pomiędzy ul. Wilczą a ul. Koszykową. Hotel zmienił nazwę na Nobu Hotel Warsaw i dołączył do sieci luksusowych hoteli Nobu założonej m.in. przez Roberta De Niro.

## Nagrody i wyróżnienia
- 2003: nominacja do nagrody European Hotel Design Awards 2003 w kategorii Najlepszy nowy hotel[9]
- 2021: II nagroda XXV edycji nagrody Polski Cement w Architekturze[10]